# NGC 6305
NGC 6305 é uma galáxia elíptica (E/SB0) localizada na direcção da constelação de Ara. Possui uma declinação de -59° 10' 16" e uma ascensão recta de 17 horas, 18 minutos e 00,9 segundos.
A galáxia NGC 6305 foi descoberta em 5 de Julho de 1836 por John Herschel.